# Wilhelm von Hanno

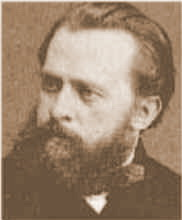
Andreas Friedrich Wilhelm von Hanno

Andreas Friedrich Wilhelm von Hanno, född 1826, död 1882, var en tyskfödd arkitekt verksam i Norge. von Hanno anlände till Christiania 1850. Ett uppdrag tidigt i karriären var att assistera Alexis de Chateauneuf när denne uppförde Trefoldighetskirken. Därefter arbetade von Hanno tillsammans med Heinrich Ernst Schirmer. De ritade och byggde kyrkor och hus i stadskärnan, järnvägsstationer och privata villor samt nya hus på Akershus fästningsområde. 